# Thắng Lợi (xã)
Thắng Lợi là một xã thuộc huyện Mộ Đức, tỉnh Quảng Ngãi, Việt Nam.

## Địa lý
Xã Thắng Lợi có diện tích 16,38 km² (trên cơ sở của xã Đức Thắng và Đức Lợi cũ), dân số năm 2024 của xã là 16.965 người, mật độ dân số đạt 1.305 người/km².
- Phía Bắc xã giáp với thành phố Quảng Ngãi.
- Phía Nam xã giáp với xã Đức Chánh.
- Phía Tây xã giáp với xã Đức Nhuận.
- Phía Đông xã giáp Biển Đông.

## Hành chính
Xã Thắng Lợi được chia thành 11 thôn: An Mô, An Chuẩn, Vinh Phú, Kỳ Tân, Dương Quang, Gia Hòa, Tân Định, An Tĩnh, Thanh Long, Mỹ Khánh, Đại Thạnh.

## Hình thành
Ngày 17 tháng 6 năm 2024, UBND tỉnh Quảng Ngãi đã có tờ trình gửi HĐND tỉnh đề nghị thông qua nghị quyết sắp xếp các xã, thị trấn trên địa bàn tỉnh, giai đoạn 2023 - 2025. 
Ngày 21 tháng 11 năm 2024, căn cứ vào Nghị quyết về việc sắp xếp đơn vị hành chính cấp xã của tỉnh Quảng Ngãi giai đoạn 2023 - 2025 số 1279/NQ-UBTVQH15 của Uỷ ban Thường vụ Quốc hội quy định:

Thành lập xã Thắng Lợi trên cơ sở nhập toàn bộ diện tích tự nhiên là 4,66km², quy mô dân số là 8.949 người của xã Đức Lợi và toàn bộ diện tích tự nhiên là 11,72km², quy mô dân số là 8.016 người của xã Đức Thắng. Sau khi thành lập, xã Thắng Lợi có diện tích tự nhiên là 16,38km², quy mô dân số là 16.965 người.